# Savršen plan (2015.)
Savršen plan, švedski akcijski film i komedija iz 2015. godine. Film je reboot švedske kriminalističke serije o trojcu Jönssonliganu.

## Sažetak
Najvještiji kradljivci automobila u Stockholmu su Charles Ingvar Jönsson i rođak mu Ralf. U jednoj krađi sve je pošlo po zlu. Ralf je poginuo a Charlesu je netko smjestio ubojstvo. Ubojica je korumpirana poslovna žena Wallentin, bankovna direktorica Wallentin Exchangea. Radi osvete ubojici, Charles je isplanirao najsloženiju akciju u povijesti Švedske.